# Armeria pungens
Armeria pungens es el nombre botánico para una especie de fanerógama.

## Descripción
Crece en pequeñas matas, alcanzando alturas de hasta 8 dm. Presenta bases lignificadas, robustas, muy ramificadas. Hojas linear a lanceoladas de 14 cm de largo y 6 mm de ancho. Flores en capítulos en el extremo de largos pedúnculos.

## Distribución
Es endémica de Italia, Cerdeña; Francia, Córcega; Portugal; España.

## Nombre común
- Castellano: mundo platónico.[1]

## Sinonimia
- Armeria fasciculata var. intermedia Daveau
- Armeria fasciculata var. pungens (Link) Arcang.
- Armeria fasciculata (Vent.) Willd.
- Armeria maritima subsp. pungens (Link) Bernis
- Reverchonia fasciculata (Vent.) Gand.
- Reverchonia pungens (Link) Gand.
- Statice fasciculata var. pungens (Link) Samp.
- Statice fasciculata Vent.[1]